# Hřešice

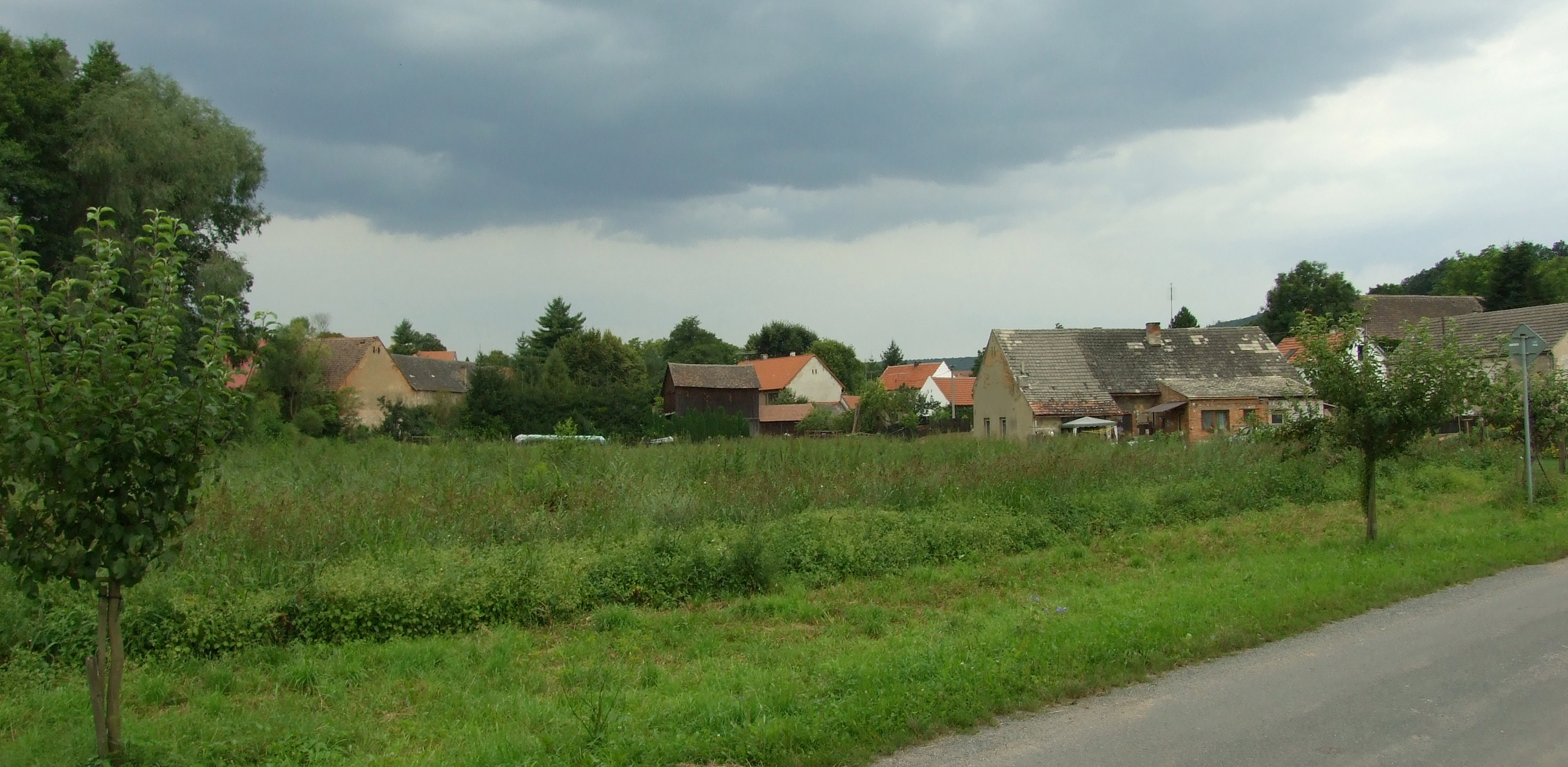
Blick von Osten auf Hřešice

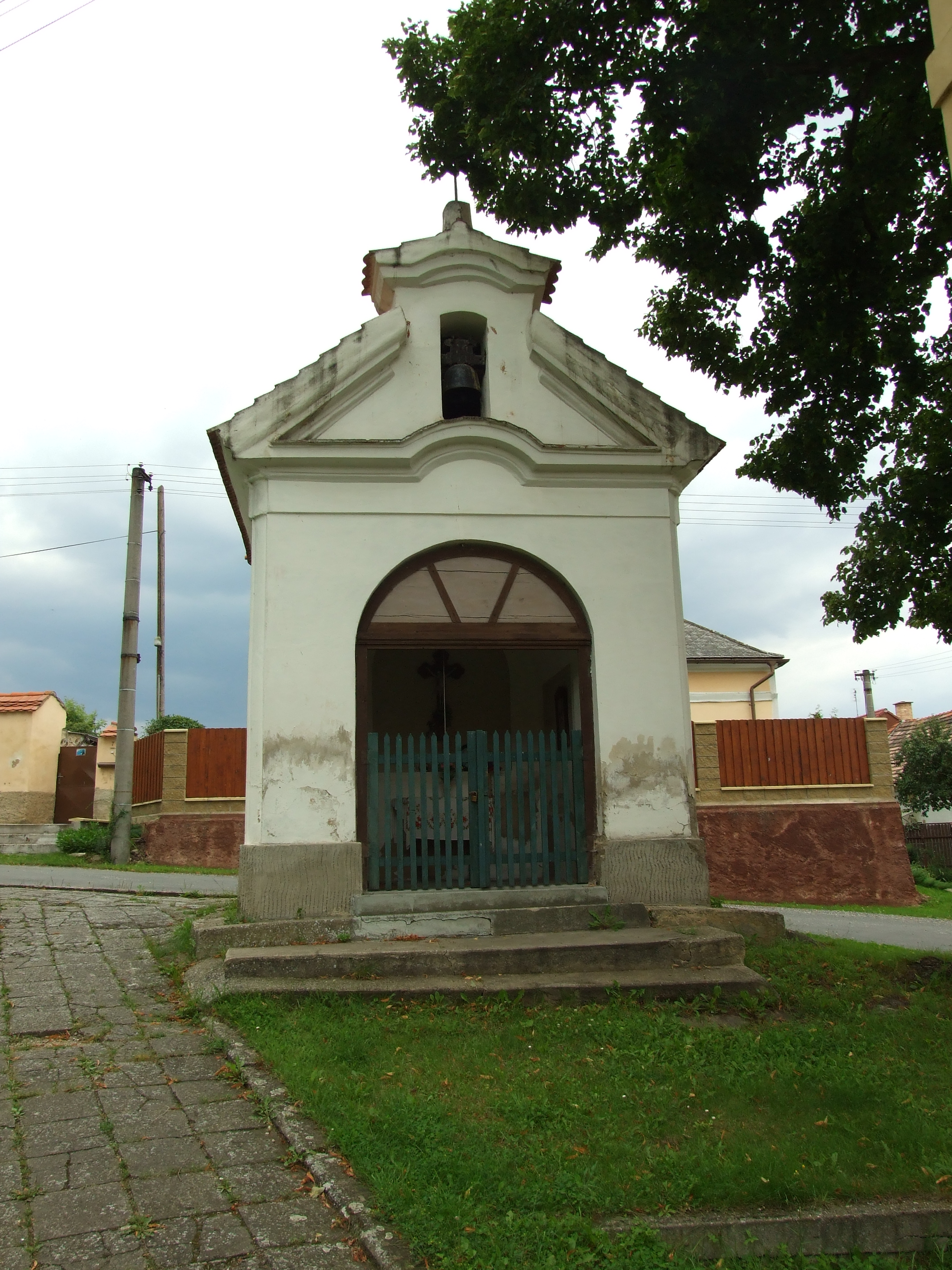
Kapelle auf dem Dorfplatz

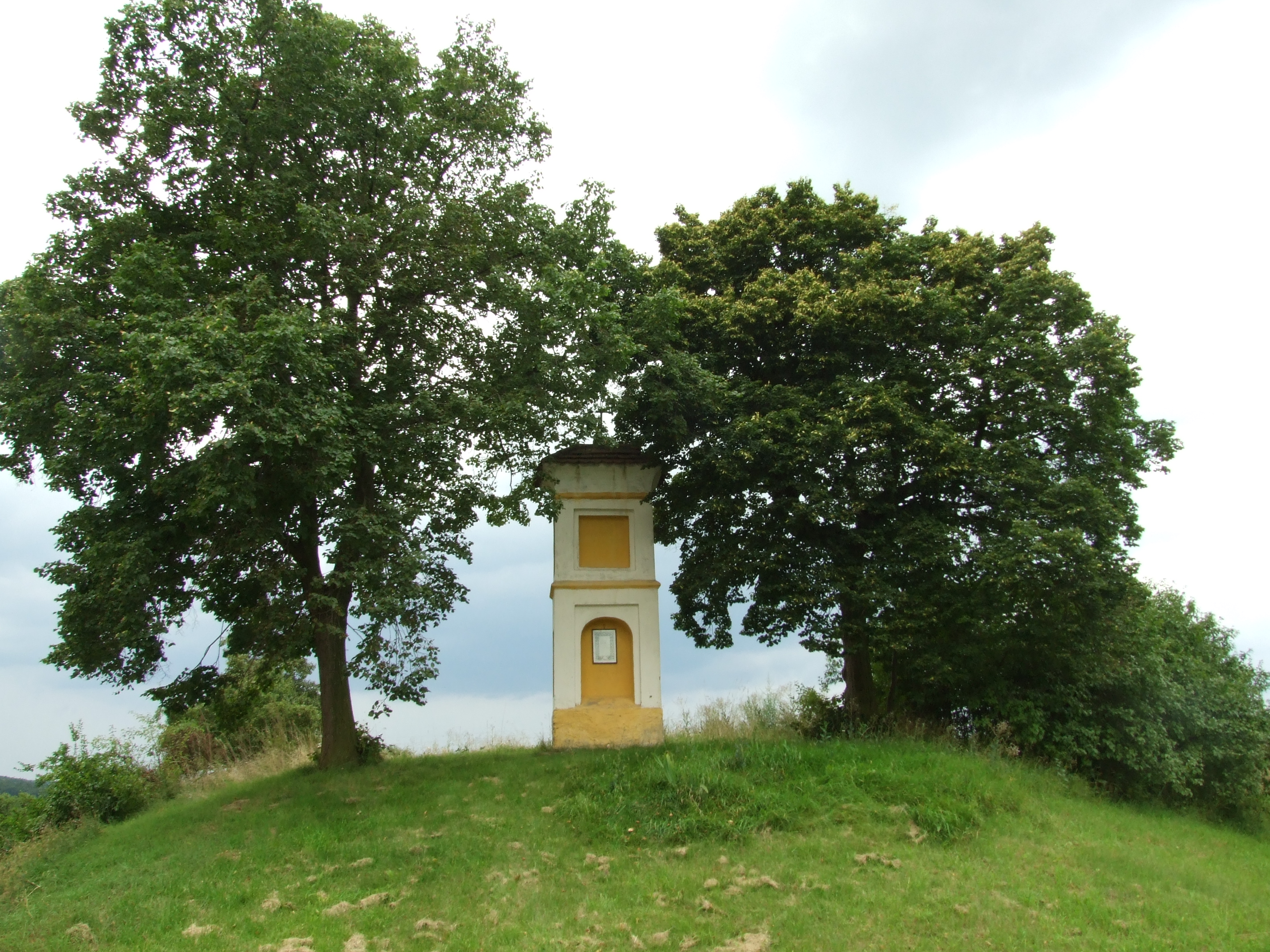
Bildstock

Hřešice (deutsch Reschitz) ist ein Ortsteil der Gemeinde Pozdeň in Tschechien. Er liegt zwölf Kilometer westlich von Slaný und gehört zum Okres Kladno.

## Geographie
Hřešice befindet sich in dem zum Džbán (Krugwald) gehörigen Hügelland Řevničovská pahorkatina im Naturpark Džbán. Das Dorf erstreckt sich linksseitig des Baches Bakovský potok an der Einmündung des Baches Hřešický potok. Gegen Norden erstreckt sich das Waldgebiet Bílichovský les, südlich der Pozdeňský les. Nördlich erhebt sich der Okrouhlík (420 m) und im Süden die Rovina (442 m). Südwestlich liegt der Teich Babínec. Am südlichen Ortsrand verläuft die Staatsstraße II/237 zwischen Hořešovice und Nové Strašecí.
Nachbarorte sind Na Zámku, Bílichov, Malý Bílichov und Líský im Norden, Hořešovice und Pozdeň im Nordosten, Jindřichův Důl und Jedomělice im Osten, Hvězda, Halda, Čanovice, Ostrov-Bor, Hlína, Myslivárna und Malíkovice im Südosten, Ostrov, Martinice, Drnek, Háj und Lodenice im Süden, Mšec, Pod Lipou, Duhová Chaloupka, Spálený Mlýn und Srbeč im Südwesten, Milý, Stráň und Bor und Westen sowie Dřevíč, Kozojedy, Smilovice, Vinařice, Divice, Hvížďalka und Zichovecká Myslivna im Nordwesten.

## Geschichte
Die erste schriftliche Erwähnung des Dorfes erfolgte 1266. Im Jahre 1362 besaß Petřík von Hostivař die Feste Hřešice mit einem Teil des Dorfes. Die Feste, zu der nach Ansicht des Pioniers der Denkmalpflege Ferdinand Velc, auch eine Brauerei gehört hatte, erlosch im 15. Jahrhundert. Später wurde das Gut Teil der Herrschaft Kornhaus. Zu den Besitzern gehörten ab 1782 Johann I. zu Schwarzenberg, ab 1789 Joseph II. zu Schwarzenberg und ab 1833 dessen ältester Sohn und Fideikommisserbe Johann Adolf II. zu Schwarzenberg. Am Übergang vom 18. zum 19. Jahrhundert setzte in der Gegend der Steinkohlenbergbau ein, die Förderung erfolgte in kleinen, oftmals namenlosen Schächten.
Im Jahre 1843 bestand Hřessitz bzw. Řeschitz aus 22 Häusern mit 140 tschechischsprachigen Einwohnern. Davon gehörten 16 Häuser zur Fideikommissherrschaft Kornhaus und sechs Häuser zur Herrschaft Wrana. Die unweit von Hřessitz gelegene Hřessitzer Mühle war nach Srbeč konskribiert. Pfarrort war Pozden. Bis zur Mitte des 19. Jahrhunderts blieb Hřessitz der Fideikommissherrschaft Kornhaus mit Kaunowa untertänig.
Nach der Aufhebung der Patrimonialherrschaften bildete Hřešice bzw. Řečice / Hřessitz bzw. Řeschitz ab 1850 eine Gemeinde im Bezirk Rakonitz und Gerichtsbezirk Neustraschitz. 1868 wurde die Gemeinde dem Bezirk Schlan zugeordnet. Seit dem Beginn des 20. Jahrhunderts wurden Hřešice und Reschitz als amtliche Ortsnamen verwendet. Die Steinkohlengrube Union wurde 1929 gegründet. Im Jahre 1932 hatte Hřešice 190 Einwohner. Zu dieser Zeit wurden zwei Steinkohlengruben betrieben, die Zechen Union und Anna, Besitzer der letzteren war das Prager Metropolitankapitel. Die Grube Union wurde wenig später infolge der Weltwirtschaftskrise stillgelegt. Seit 1937 gehörte Hřešice zur Expositur Nové Strašecí des Okres Slaný. Während der deutschen Besetzung wurde der Steinkohlenbergbau von Hřešice wiederbelebt. Zwischen 1944 und 1945 stand die Zeche Adalbert in Betrieb und von 1945 bis 1946 der Lorenz-Stollen. 1949 wurde die Gemeinde dem Okres Nové Strašecí zugeordnet, seit dessen Aufhebung im Jahre 1960 gehört Hřešice zum Okres Kladno. Am 1. Jänner 1980 erfolgte die Eingemeindung nach Pozdeň. Im Jahre 1991 hatte das Dorf 71 Einwohner, beim Zensus von 2001 lebten in den 45 Wohnhäusern von Hřešice 65 Personen.

## Ortsgliederung
Der Ortsteil Hřešice bildet zugleich einen Katastralbezirk.

## Sehenswürdigkeiten
- Kapelle am Dorfplatz
- Bildstock am Ortsausgang nach Srbeč
- Aussichtsturm Líský, nördlich des Dorfes
- wüste Feste Hřešice, ihre eingestürzten Kellergewölbe befinden sich unter dem Haus Nr. 12